# Yacyretádam
Yacyretá-Apipé (afgekort tot Yacyretá) is een hydro-elektrische stuwdam in de rivier de Paraná tussen Argentinië en Paraguay, 83 kilometer stroomafwaarts van Posadas en dicht bij de Paraguyaanse stad Ayolas. Het is na de Itaipudam op de grens tussen Brazilië en Paraguay de grootste dam van Zuid-Amerika.
De dam is 808 meter lang en bestaat uit 20 turbines met een totaal vermogen van 3100 megawatt (MW). De centrale produceerde in de periode 2010 tot en met 2015 gemiddeld zo'n 20.000.000 MWh aan elektriciteit per jaar. Dit is ongeveer een zevende van het totale elektriciteit verbruik in Argentinië. De productie is gelijkmatig over het jaar verdeeld, er zijn niet te onderscheiden natte en droge perioden. Er is een schutsluis, zodat schepen het hoogteverschil van maximaal 25 meter kunnen overbruggen. Daarnaast zijn er vistrappen om de vissen te kunnen doorlaten gedurende het reproductieve seizoen.
Het project kreeg voor zijn bouw hevige kritiek. Ruim 1500 km² land zou onder water komen te staan door het ontstaan van een stuwmeer. Veel vissen stierven als gevolg van zuurstofverschillen in het water.
De bouw van de Yacyretá-stuwdam had een verwoestende impact op de lokale bevolking, met meer dan 100.000 mensen die hun huizen, land en bestaansmiddelen verloren. Traditionele beroepen zoals visserij, landbouw en kleinschalige productie verdwenen, waardoor velen in extreme armoede belandden. De gedwongen relocaties vonden vaak gewelddadig plaats, met bewoners die zonder adequate compensatie uit hun gemeenschappen werden verdreven. In Paraguay moesten velen zich zelfs voeden door in afvalbergen naar eetbaar materiaal te zoeken.
De bouw van de dam begon tegen het einde van 1983 en was een samenwerkingsproject tussen Argentinië en Paraguay. De bouw duurde tot 1994 en werd geplaagd door vele schandalen en politieke corruptie.
De Itaipudam ligt stroomopwaarts van deze dam ook in de Paraná.